# Tmesisternus trivittatus
Tmesisternus trivittatus är en skalbaggsart som beskrevs av Guérin-Méneville 1835. Tmesisternus trivittatus ingår i släktet Tmesisternus och familjen långhorningar.
Artens utbredningsområde är Irian Jaya. Inga underarter finns listade i Catalogue of Life.